# Urganch
Urganch ([urgæntʃ], russisch Ургенч Urgentsch; persisch گرگانج Gorganch, DMG Gorgānğ) ist eine im 19. Jahrhundert entstandene Stadt in Usbekistan mit 150.120 Einwohnern (Stand 1. Januar 2005). Sie liegt am linken Ufer des Amudarja und ist Verwaltungs- und Kulturzentrum der Provinz Choresmien (Xorazm). Sie ist nicht mit der ähnlich lautenden Stadt Köneürgenç (persisch Gurgandsch) in Turkmenistan zu verwechseln.

## Geschichte
Die Entstehung der Stadt Urganch geht auf die zweite Hälfte des 19. Jahrhunderts zurück.

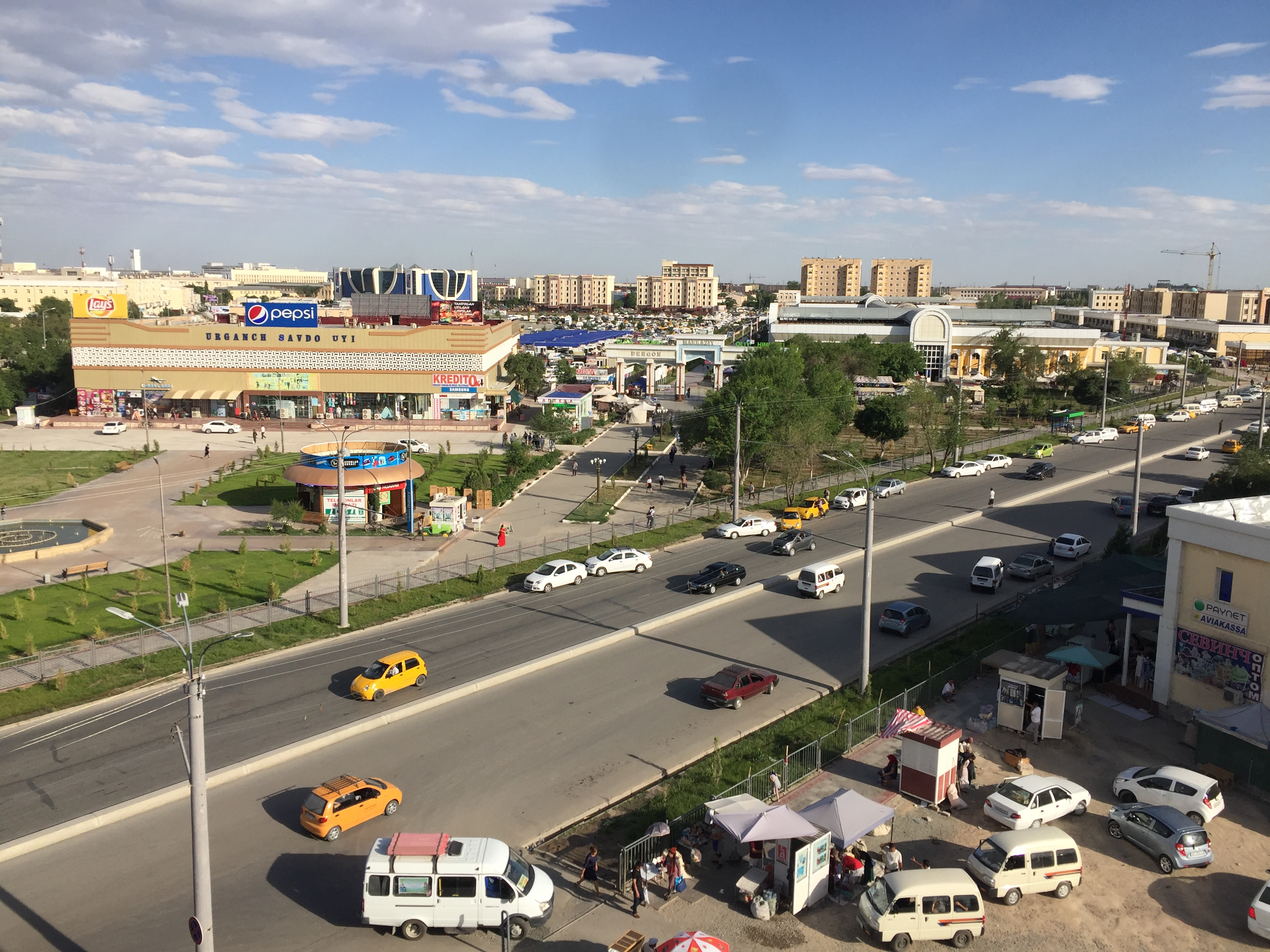
Blick über den zentralen Marktbereich und den Busbahnhof
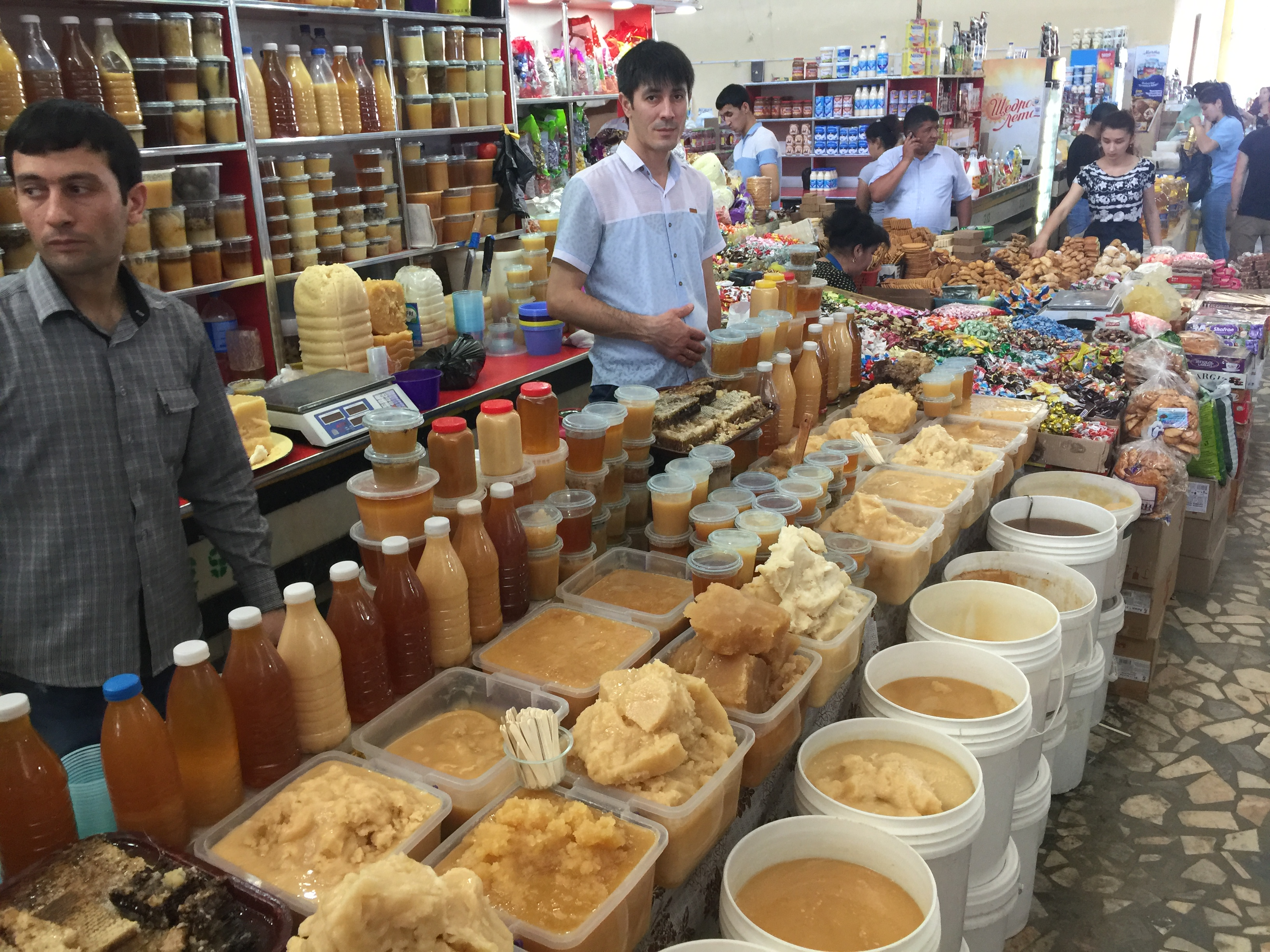
Honighändler im zentralen Markt von Urganch
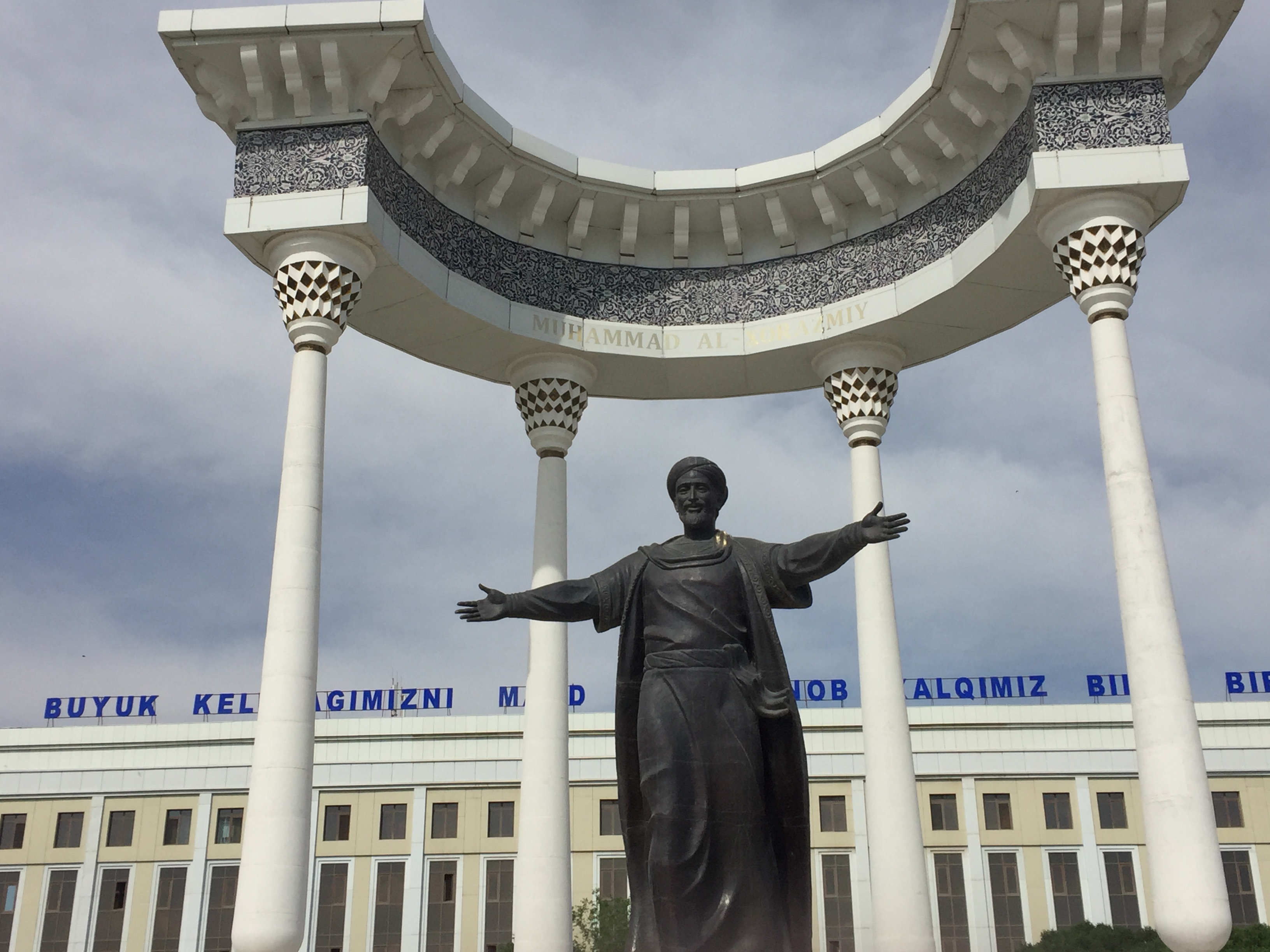
Denkmal für Muhammad ibn Musa al-Chwārizmī
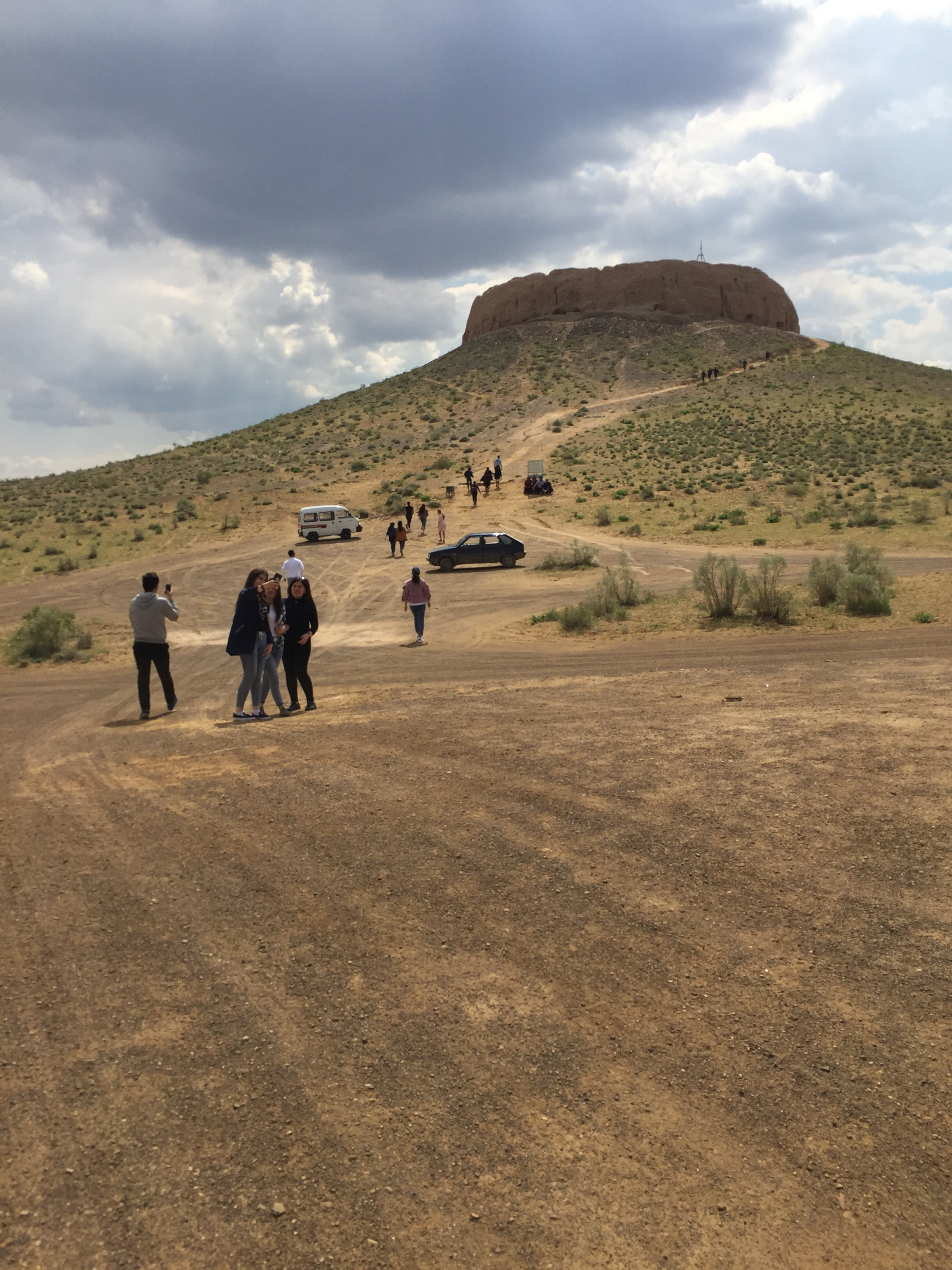
Unweit von Urganch in Richtung Nukus liegt die Shilpiq-Festung (Shilpiq Kala)
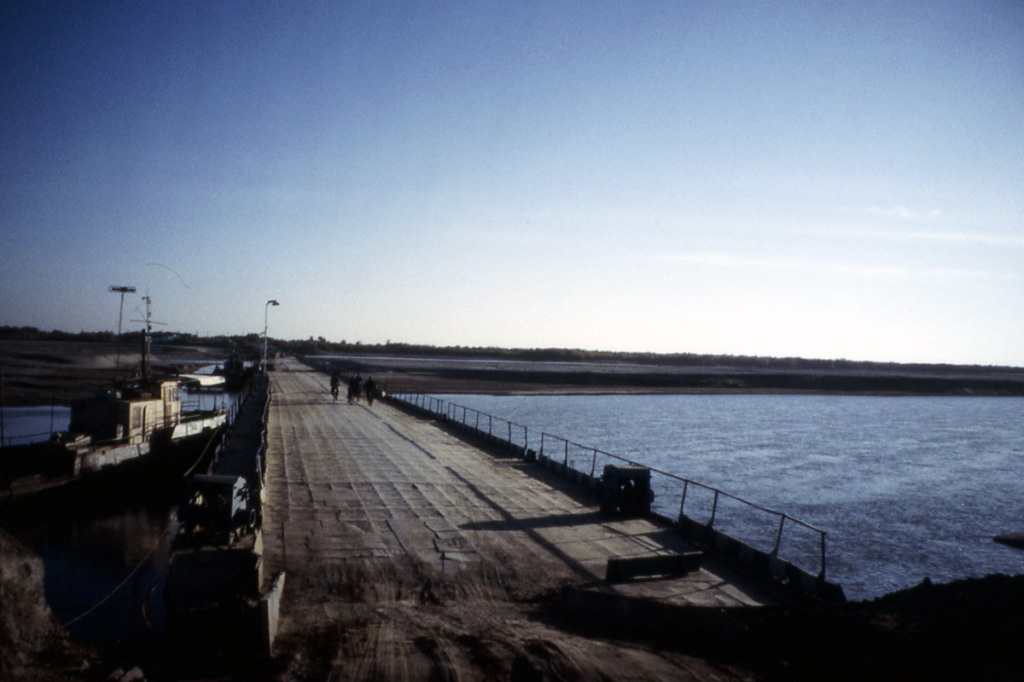
Pontonbrücke über den Amudarja nahe Urganch
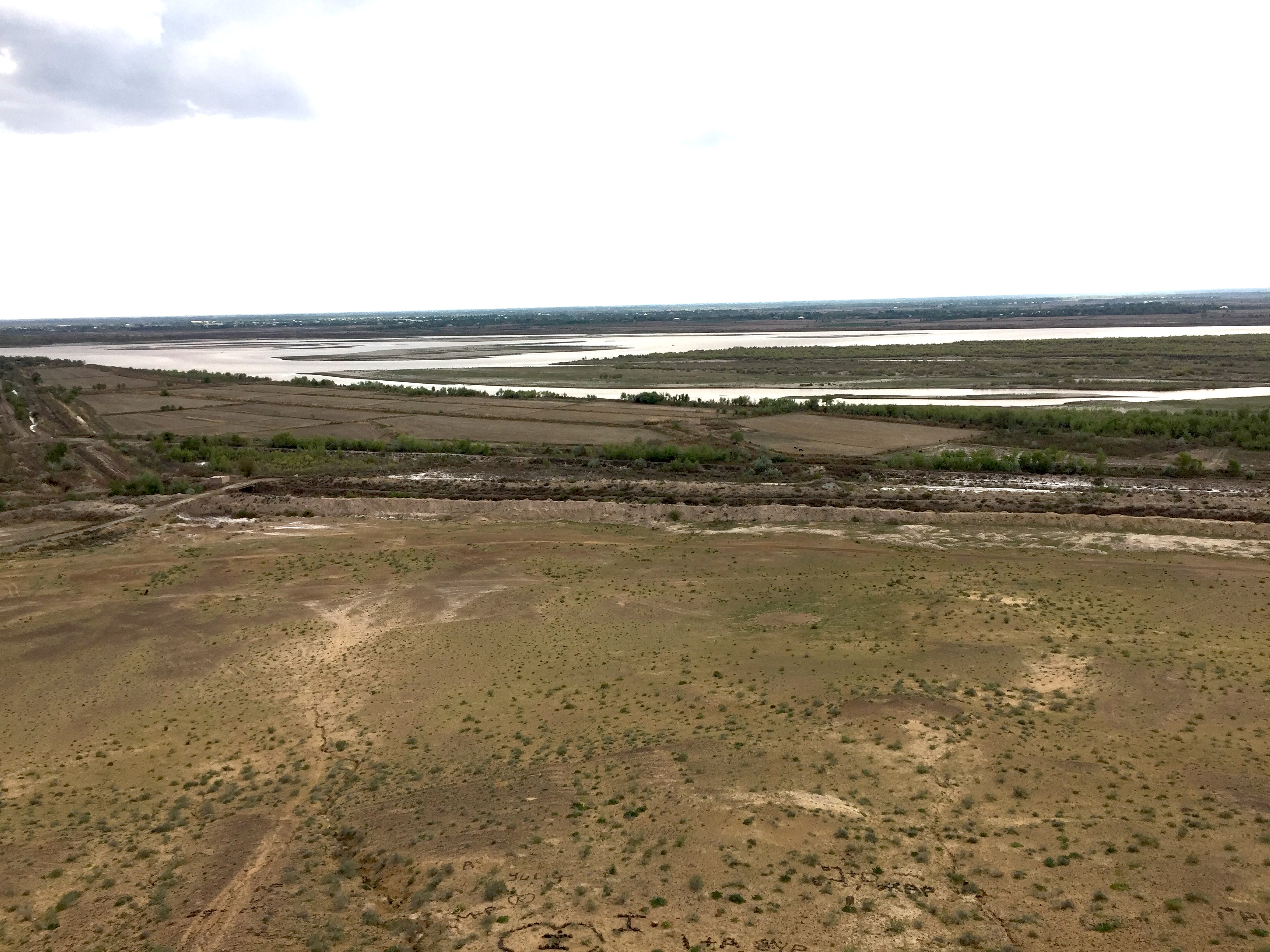
Der Amudarja von der Shilpiq Kala aus gesehen. (Anfang Mai 2019)
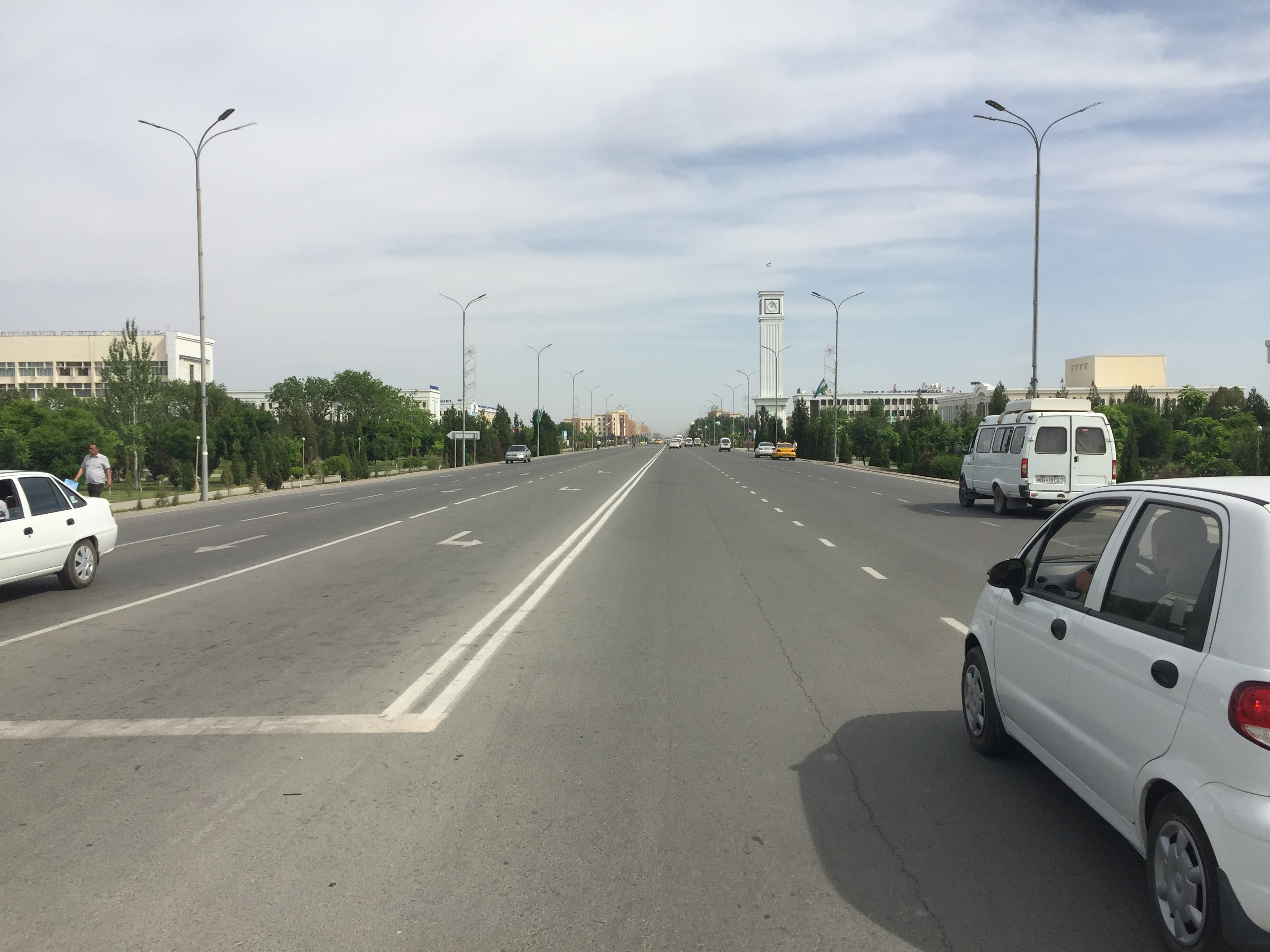
Die Hauptdurchgangsstraße von Urganch: al-Ḫwārizmī (al-Choresmi, al-Xorazmi)
Der Jugendpark in Urganch mit Miniaturen berühmter usbekischer Bauwerke
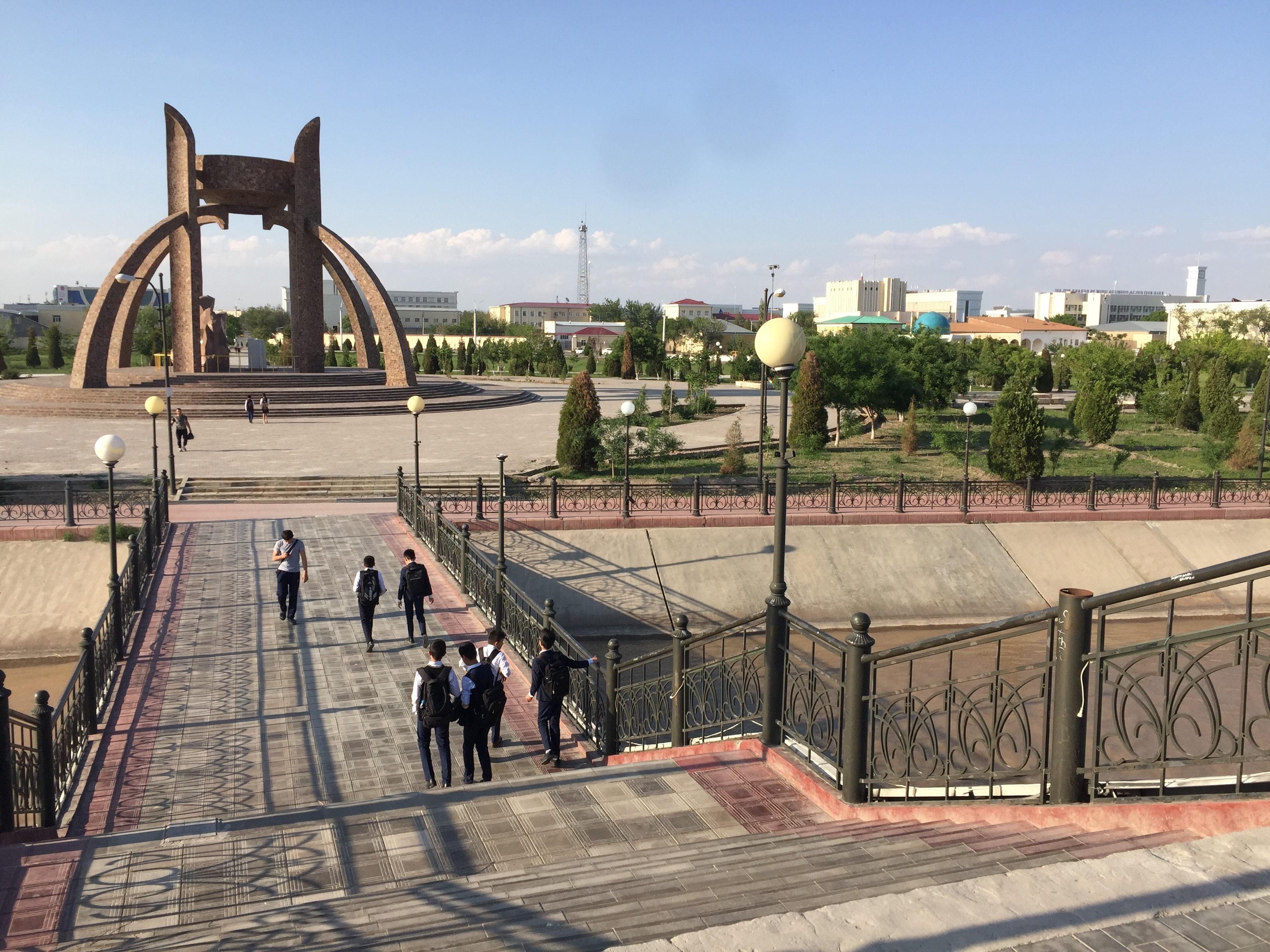
Avesta-Denkmal in Urganch
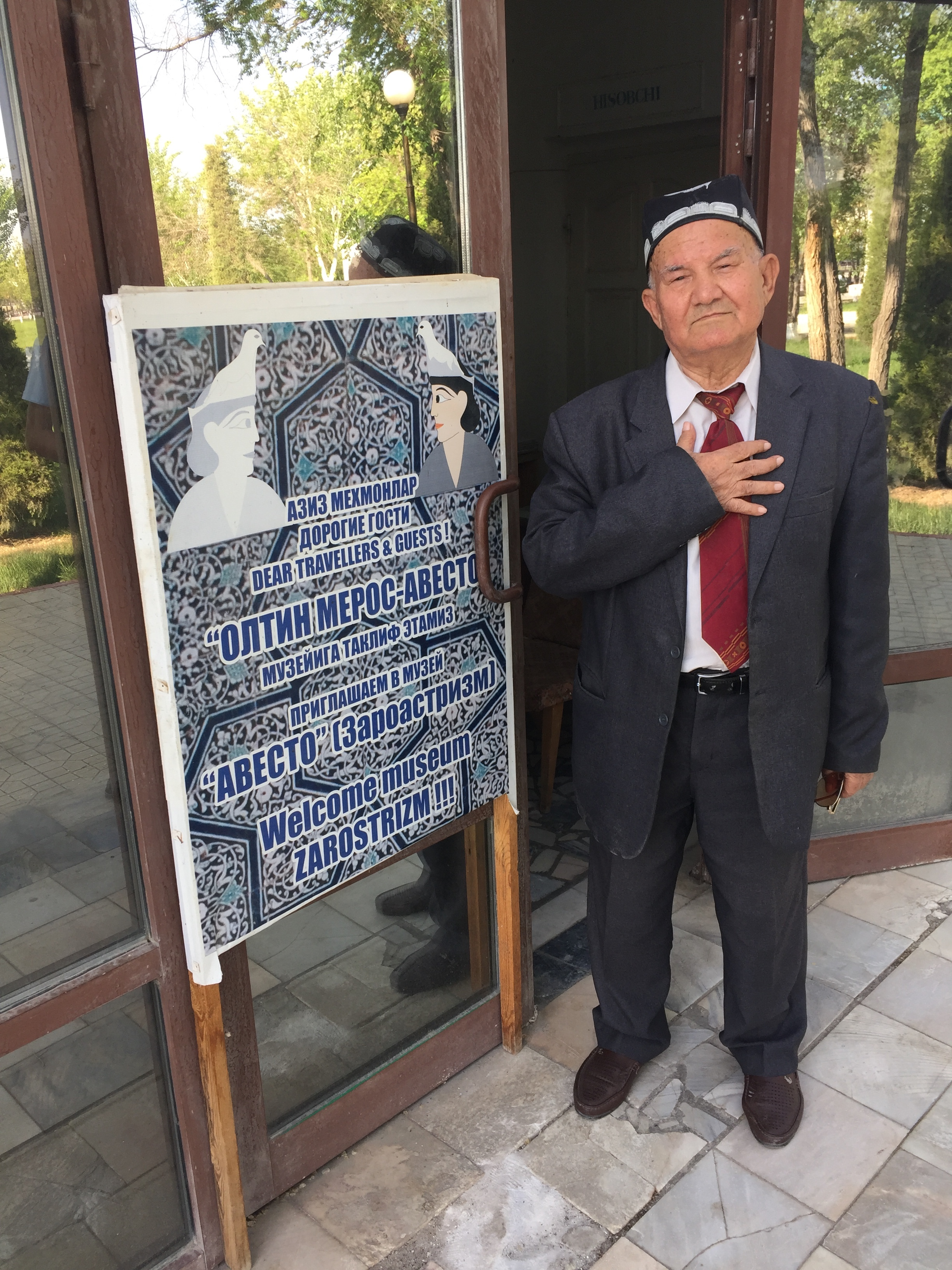
Museumswärter und -führer vor dem Avestamuseum
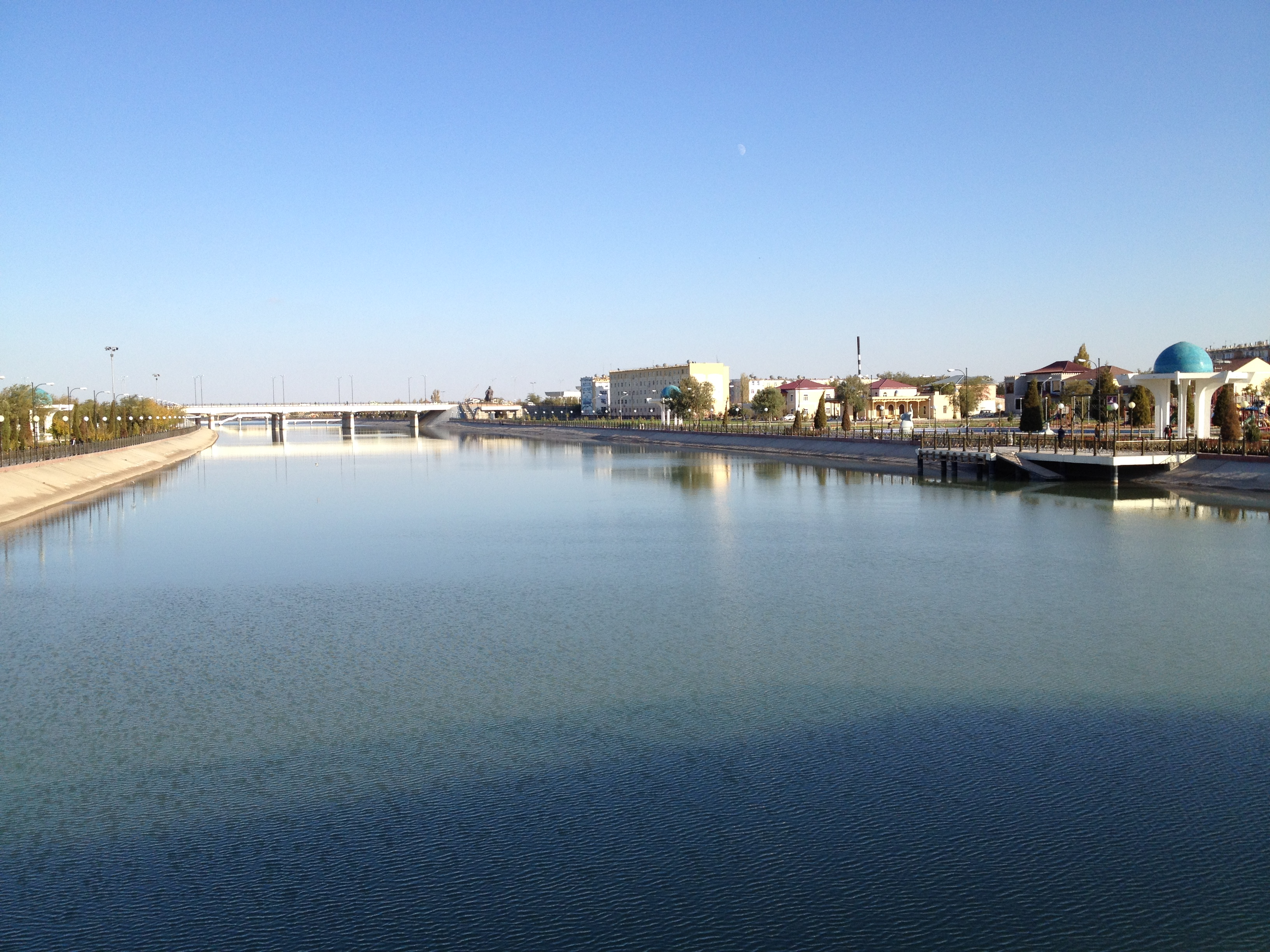
Der Kanal Schawat in Urganch

## Verkehrswesen
Urganch liegt an der Bahnstrecke Makat–Farap. Von dieser zweigt westlich des Bahnhofs von Urganch eine Stichstrecke nach Xiva ab.
Seit dem 20. Oktober 1997 besteht in Urganch ein Oberleitungsbusverkehr, seit 1998 bis Xiva.
In der Stadt verkehren weiterhin Marschrutki.

## Sehenswürdigkeiten in der Nähe
In der Stadt gibt es ein "Museum der Repression", das die Unterdrückung vor allem während der Stalinära thematisiert, und unter dem Amphitheater ein kleines Museum zum Zoroastrismus, das wohl bald in neue Räumlichkeiten umziehen soll. Von der Stadt aus werden Touristenreisen zur Weltkulturerbestadt Xiva veranstaltet. In der Nähe von Urganch liegen ehemalige Narimanow-Baumwollkolchose sowie die alten Festungen Toprak-kala und Koj-Krylgan-Kala in der Kysylkum, sowie Köneürgenç („Alt-Ürgenç“) im benachbarten Turkmenistan. Beachtenswert ist auch die Tier- und Pflanzenwelt der Karakum.

## Persönlichkeiten
- Anna German (1936–1982), polnische Sängerin mit sowjetisch-deutschen Wurzeln
- Jaloliddin Masharipov (* 1993), Fußballspieler
- Sevinch Rakhimova (* 1999), Karateka